# Jisebel

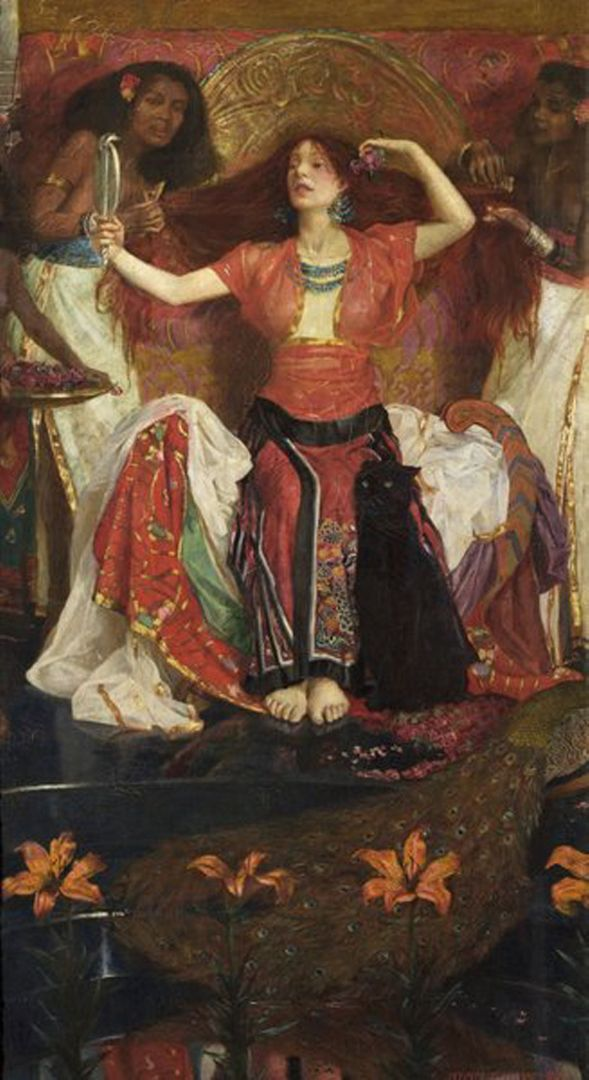
Jisebel. Målning av Byam Shaw.

Jisebel, Jezebel eller Isebel var i judisk mytologi en härsklysten och omoralisk drottning, maka till kung Achav av Israel, som levde i mitten av 800-talet f.Kr. 
Hon var en fenicisk kungadotter som förde med sig gudar från Fenicien och försökte påtvinga det hebreiska folket att dyrka dessa. Den israeliske kungen Achav (Första Kungaboken 16:31) gifte sig med henne, antagligen av politiska skäl, och hon blev därmed drottning i det nordliga tiostamsriket Israel.
Hon var en stark personlighet och fanatiskt hängiven sina förfäders feniciska religion. Därför förmådde hon sin make Achav att bygga ett tempel åt Baal i Samaria och reste även en asherapåle (en fallossymbol). Hon gjorde allt för att utrota det israeliska folkets gudstro och ersätta den med Baalsdyrkan (Första Kungaboken 18:13, 19:14 och Andra Kungaboken 9:7). Bibeln berättar att hon införde Baalsdyrkan vid hovet och hon fick även sin make att delta.
Men Jisebel var inte nöjd med att kungen gav sitt officiella godkännande till Baalsdyrkan, utan hon bestämde sig för att göra slut på israelernas gudsdyrkan. Därför gav hon order om att alla Herrens profeter skulle dödas, men enligt Bibeln uppmanade Gud profeten Elia att fly över floden Jordan, och ytterligare hundra andra profeter gömde sig i grottor. En tid senare flydde Elia än en gång för sitt liv när Jisebel var ute efter att döda honom.
Så småningom hade Jisebel hela 850 avgudaprofeter som hon lät hovet försörja. Deras arbete gav resultat och Bibeln berättar att det slutligen inte återstod mer än några tusen män i landet som var trogna Israels gud. Hon hade ett starkt inflytande på landets styrelse och ibland lät kung Achav henne regera som hon ville.
Ett exempel på hennes agerande finns i Bibelns berättelse om hur en man vid namn Nabot vägrade låta kungen köpa den vingård han ärvt och som låg granne med kungens hus. Då förklarade Jisebel självsäkert att hon skulle ordna så att hennes make fick vingården. Sedan skrev hon brev i Achavs namn, förseglade dem med hans sigill, och gav de förnämsta männen i Nabots hemstad order att anklaga Nabot för hädelse och sedan låta stena honom. Männen lydde ordern och kung Achav tog vingården i besittning för att omvandla den till köksträdgård.
Så småningom dog kung Achav och hans söner tog över makten i Israel. Jisebel fortsatte att utöva sitt inflytande över israeliterna och kom även att påverka judarna. Hennes dotter Atalja hade gift sig med judarnas kung och fortsatte att påverka både sin make och sedermera sin son i Jisebels anda.
Profeten Elia sade att hon skulle komma att drabbas av Guds dom (Andra Kungaboken 9:30–37). När Jehu höll sitt intåg i Jisreel efter att ha dödat både den israelitiske kungen i nordriket Israel (Achavs son Joram) och den judiske kungen i sydriket Juda (Ahasja) lät han störta ner Jisebel genom ett av slottets fönster. Hennes blod stänkte på muren och hästarna, och asätande hundar åt sedan upp det mesta av hennes lik.